# Horacio Maldonado
Horacio Maldonado  (n. 10 de noviembre de 1963; Ciudad de Buenos Aires, Argentina) es un director de cine, productor y guionista de cine; entre los thrillers que escribió y dirigió se encuentran El desvío, Héroes y demonios y Solo un ángel; y entre sus producciones figuran Una cita, una fiesta y un gato negro y el thriller de acción Rouge amargo. Es Secretario General de Directores Argentinos Cinematográficos, Coordinador General de la Alianza de Directores Audiovisuales Latinoamericanos.En noviembre de 2017 fue elegido Presidente la Organización Mundial Writers & Directors Worldwide (W&DW), Consejo Internacional de Creadores de la Confederación Internacional de Sociedades de Autores y Compositores   (CISAC), en el cual desempeñará dicho cargo por el término de dos años (2017-2019). 

## Actividad profesional
Egresado de la carrera de Realizador Cinematográfico del IDAC (Instituto de Arte Cinematográfico) en 1988.
Realizó su ópera prima Alguien te está mirando en 1988, a la edad de 23 años.
Este filme narrado dentro del género de ciencia ficción y terror, fue a su vez tesis de sus estudios de cine cursados en el IDAC, realizado en codirección con Gustavo Cova Boogie el aceitoso – Gaturro
Continuó estudios en el Extention Departament de la UCLA (Universidad de Los Ángeles, California) entre 1990 y 1992
Además de su carrera como Director, Guionista y Productor Cinematográfico - Horacio Maldonado lideró - junto a grupo de colegas Directores - la lucha que concluyó con la consagración y la plena ejecución del Derecho de Autor de los Directores de Cine y Televisión de la República Argentina. 
Desde el año 2005 y hasta la actualidad, fue elegido varias veces como Secretario General de DAC (Directores Argentinos Cinematográficos - Asociación General de Directores Cinematográficos y Audiovisuales de la Argentina).
Desde el año 2008 es responsable editor general de los medios : REVISTA DIRECTORES y del sitio audiovisual DirectoresAv.
Desde el año 2012 es Miembro del Comité Ejecutivo del Consejo Internacional de Creadores de la CISAC (Confederación Internacional de Sociedades de Autores e Intérpretes - Writers & Directors Worldwide (W&DW).

## Filmografía
Director
- Alguien te está mirando (1988)
- El desvío (1998)
- Héroes y demonios (1999)
- Solo un ángel (2005)

Productor
- Alguien te está mirando (1988)
- S.O.S. Gulubú (1994)
- Más allá del límite (1995)
- El desvío (1998)
- Héroes y demonios (1999)
- Solo un ángel (2005)
- Dos amigos y un ladrón (2007)
- Una cita, una fiesta y un gato negro (2011)
- Rouge amargo (2012)

Guionista
- Alguien te está mirando (1988)
- El desvío (1998)
- Héroes y demonios (1999)
- Solo un ángel (2005)
- Dos amigos y un ladrón (2007)
- Una cita, una fiesta y un gato negro (2011)
- Rouge amargo (2012)

## Televisión
- Miedo satánico (1992)